# Hochfirst
El Hochfirst es un monte en la Selva Negra meridional, al sur del estado de Baden-Wurtemberg, Alemania. Tiene una altura de 1192 m s. n. m. Está cubierto de bosque y su cumbre hace frontera entre los municipios de Lenzkirch y Titisee-Neustadt. Su nombre tiene un significado fácilmente comprensible, ya que se compone de las palabras alemanas hoch y First y puede ser traducido con cima alta.

## Torre de observación
Sobre la cumbre del monte está la torre del Hochfirst.

## Trampolín de esquí
El trampolín del Hochfirst es el trampolín natural de saltos de esquí más largo de Alemania.